# 茅原一也
茅原 一也（ちはら かずや、1921年〈大正10年〉11月28日 - 2006年〈平成18年〉8月29日）は、日本の地質学者、鉱物学者、岩石学者、ヒスイ研究者。理学博士。元キタック最高技術顧問。新潟大学名誉教授、日本地質学会名誉会員。

## 略歴
新潟県中蒲原郡横越村（現 新潟市江南区）出身。
1939年（昭和14年）3月に新潟中学校を卒業、1941年（昭和16年）3月に新潟師範学校を卒業、1943年（昭和18年）9月に東京高等師範学校を修了、1946年（昭和21年）9月に東京文理科大学地学科（地質鉱物学専攻）を卒業。
1946年（昭和21年）10月に新潟中学校教諭に就任、化学と地学と音楽を担当、1950年（昭和25年）3月に新潟大学理学部地質鉱物学教室助手に就任、1951年（昭和26年）4月に新潟大学理学部地質鉱物学教室講師に就任。
1958年（昭和33年）に、糸魚川市の青海川で発見したヒスイを日本地質学会で発表した。
1959年（昭和34年）4月に新潟大学理学部地質鉱物学教室助教授に就任、1960年（昭和35年）7月に東京教育大学から理学博士号を取得。
1964年（昭和39年）に新潟国体（第19回国民体育大会）の開催にあたって新潟大学を訪問した昭和天皇と香淳皇后に糸魚川市のヒスイについて説明した。
1965年（昭和40年）5月に新潟大学理学部地質鉱物学教室教授、1969年（昭和44年）3月に新潟大学理学部長・大学院理学研究科長、1971年（昭和46年）4月に新潟大学評議員、1972年（昭和47年）11月に新潟大学附属図書館長に就任。
1971年（昭和46年）に発見した新潟県で初の新鉱物「青海石」を1973年（昭和48年）に発表し、1971年（昭和46年）に発見した新鉱物「奴奈川石」（「ストロンチウム斜方ホアキン石」）を1974年（昭和49年）に発表した。
1987年（昭和62年）3月に新潟大学を定年退官、新潟大学名誉教授の称号を受称、北日本技術コンサルタント（現 キタック）最高技術顧問に就任。
2006年（平成18年）8月29日午前3時ごろに新潟市（現 新潟市中央区）の自宅で心筋梗塞のため死去、84歳没。

## 研究・業績
考古学的な視点を取り入れてヒスイや地質学を研究したほか、新潟地震、羽越水害、1974年（昭和49年）の焼山噴火などの災害調査に従事した。

## 栄典・表彰
- 1976年（昭和51年）11月3日 - 第29回新潟日報文化賞（科学部門）「新潟県下の新鉱物の発見ならびに鉱物学的、岩石学的研究」[2][3]
- 1987年（昭和62年）06月6日 - 櫻井賞[9][10]
- 1996年（平成08年）4月29日 - 勲二等瑞宝章[11]
- 1998年（平成10年）06月5日 - 環境庁長官賞（地域環境保全功労者表彰）[8][12]

## 親族
- 茅原芳男 - 次弟、音楽教師。
- 茅原一之 - 長男、化学工学者、明治大学理工学部教授。

## 著作物

### 著書
- 『ヒスイの科学』茅原一也教授退官記念会、1987年。
- 「世界のヒスイ文化圏と日本のヒスイ」『観賞』第9号、3-11頁、新潟文化財観賞会、1988年。
- 『古代翡翠文化の謎』黒岩重吾・青木重孝・山崎光子・寺村光晴・富田富士夫・藁科哲男・大林太良・森浩一[共著]、森浩一[編]、新人物往来社、1988年。
- 『ヒスイ文化を読む 世界最古の糸魚川・青海ヒスイ』産業地質科学研究所、1989年。
  - 『ヒスイ文化を読む 世界最古の糸魚川・青海ヒスイ』改訂3版、産業地質科学研究所、1994年。
- 『古代翡翠道の謎』門脇禎二・森浩一・大林太良・小野健・玉城一枝・門田誠一・藁科哲男・寺村光晴[共著]、森浩一[編]、新人物往来社、1990年。
- 『ヒスイ その謎と輝き』青海町自然史博物館、2000年。

### 編著書
- 『古代中国の玉の世界 その科学と文化』鄧淑蘋[監修]、分離技術会、2006年。

### 監修書
- 『翡翠』中島武則・岡田安世・島津雅俊[著]、竹井出版、1988年。
- 『地震 新潟は安全か？』阿部邦昭・青木滋・佃為成・大木靖衛・本間英明・大沼博幹・岩永伸[著]、新潟日報事業社、1998年。

### 論文
- CiNii収録論文 - CiNii